# Marin Aničić
Marin Aničić (ur. 14 listopada 1989 w Mostarze) – bośniacki piłkarz narodowości chorwackiej grający na pozycji obrońcy w Konyasporze.

## Kariera piłkarska

### Kariera klubowa
W 2007 roku Aničić rozpoczął karierę piłkarską w klubie Zrinjski Mostar. W lutym 2014 roku przeszedł do FK Astana.

## Kariera reprezentacyjna
W latach 2009–2011 występował w młodzieżowej reprezentacji Bośni i Hercegowiny. 25 marca 2016 zadebiutował w seniorskiej reprezentacji Bośni i Hercegowiny w wygranym 3:0 meczu z Luksemburgiem.